# Mart Stam
Mart Stam (Purmerend, 5 agosto 1899 – Zurigo, 21 febbraio 1986) è stato un architetto, urbanista e designer olandese.

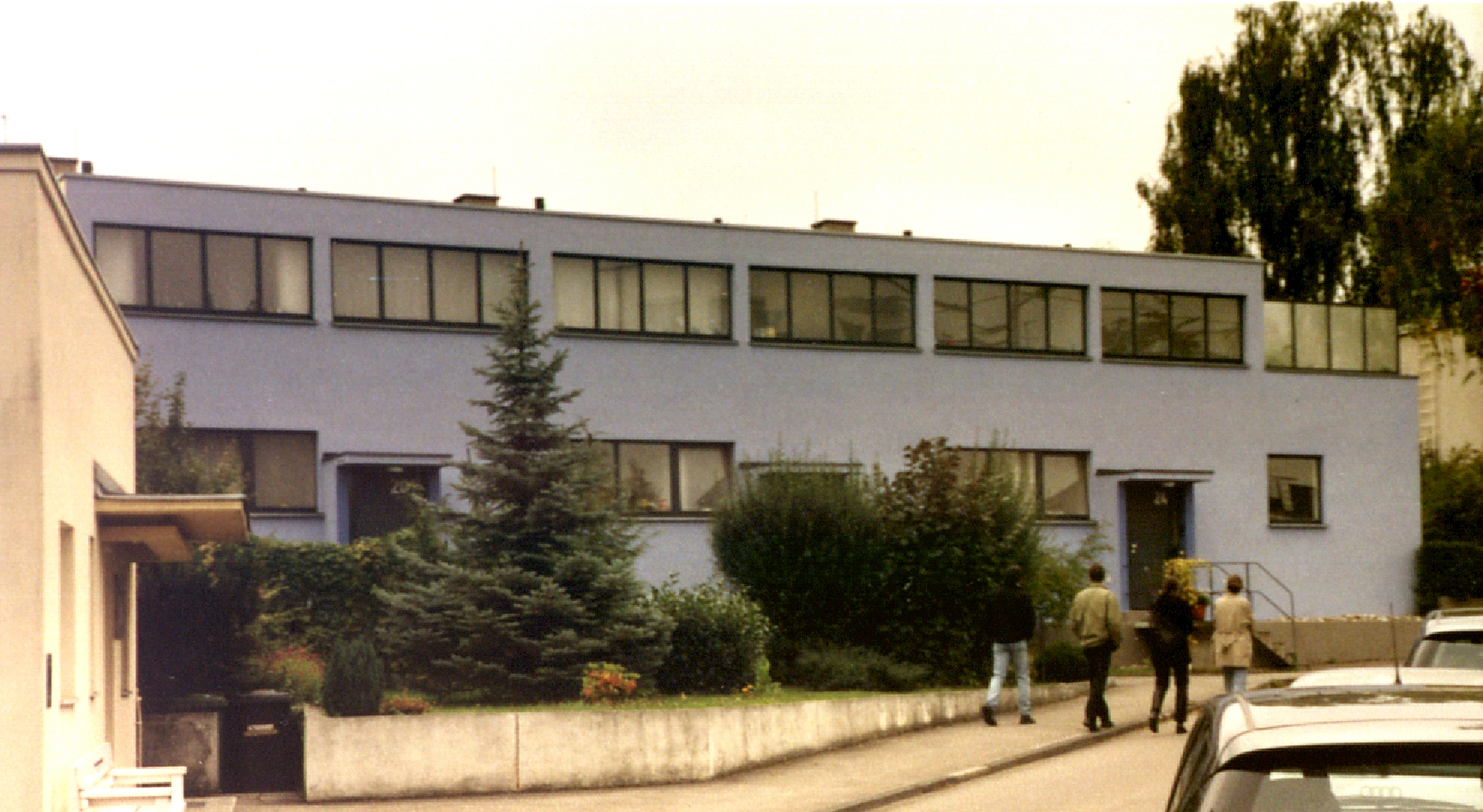
Abitazioni modello a Stoccarda, 1927

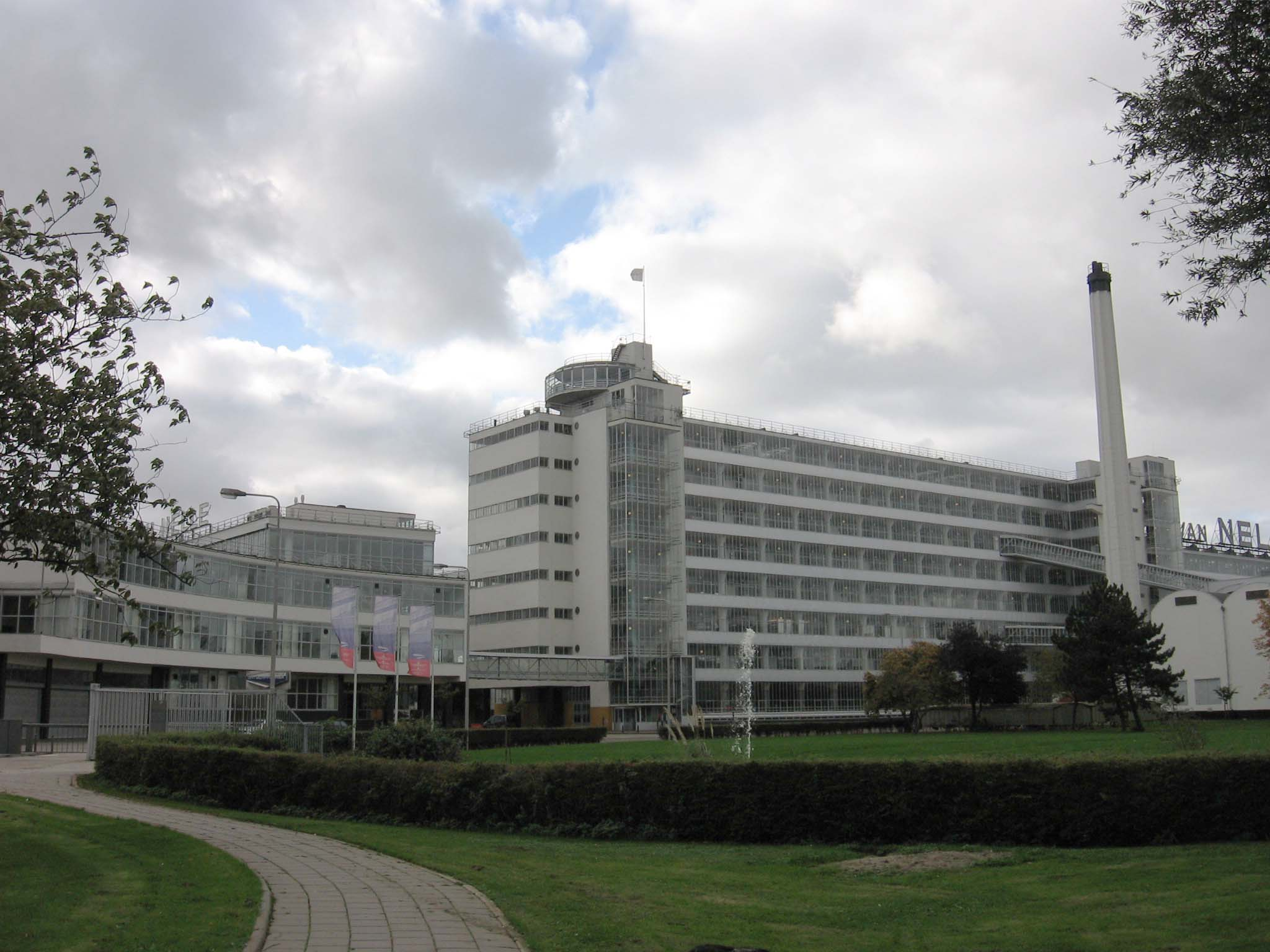
Fabbrica van Nelle a Rotterdam

La casa è stata progettata nel 1928 da Mart Stam nel quartiere Baba di Praga

Stam studia ad Amsterdam, poi lavora come disegnatore fino al 1922. A Zurigo nel 1923 incontra Hans Schmidt, El Lissitzky e Hannes Meyer  e con essi fonda la rivista  «ABC».

## Biografia
Tra il 1926 ed il 1930 contribuisce alla progettazione, insieme a Lendert van der Vlugt,  della fabbrica Van Nelle, un'opera manifesto di una nuova tendenza funzionalista nel movimento moderno portata avanti da una generazione più giovane e politicizzata rispetto a Gropius e le Corbusier, rappresentata da Stam e Hannes Meyer.
Stam, che si sposta in Germania, è al centro del dibattito architettonico europeo ed è in predicato di diventare direttore del Bauhaus. Progetta una famosa sedia (sedia cantilever) in tubo di acciaio, utilizzando provocatoriamente tubazioni e raccordi da idraulico. La sedia, con variazioni minime, fu ripresa al Bauhaus, da Ludwig Mies van der Rohe e Marcel Breuer in tubo cromato piegato, dando vita a lunghi contenziosi.
Stam partecipa, nel 1927, insieme ai maggiori progettisti europei, all'esposizione del Weissenhof a Stoccarda con una piccola schiera di abitazioni modello.
Nel 1930 Stam parte con la "Brigata May" per l'URSS per contribuire alla pianificazione urbanistica delle nuove città sovietiche. Stam rimarrà nell'Unione Sovietica, dove incontrerà sua moglie Lotte Beese, fino al 1934, quando ritorna in Olanda e si dedicherà prevalentemente all'insegnamento.